# Lock (Australie)
Pour les articles homonymes, voir Lock.
Lock est une petite ville localisée dans le centre de la péninsule d'Eyre en Australie-Méridionale. Elle possède un petit hôtel, un parking pour caravanes, un motel, un supermarché, un bureau de poste, un commissariat, une salle de gymnastique, des clubs de golf et de bowling, ainsi qu'une école. En 2006, Lock comptait 290 habitants.

## Histoire
Aux alentours, quelques villes ont été construites bien avant la fondation de Lock dans les années 1860 ; cette dernière ne pouvait être fondée à cause des faibles pluies et des conditions climatiques difficiles. La première pierre est posée en 1861, et des constructions continuent également plus au nord de la ville. Un changement majeur s'effectue avec l'arrivée de la ligne de chemin de fer de Port Lincoln en 1913. La zone était desservie par Terre Siding. La ville se nomme désormais Lock d'après le caporal Albert Lock, membre du South Australian Survey Department tué en Belgique durant la Première Guerre mondiale en 1917. Deux ans plus tard, un énorme réservoir d'eau souterraine est découvert sous la ville, devenant ainsi la ressource principale en eau de la ville. Le Lock Heritage Museum expose un nombre d'objets ayant servi durant les guerres, notamment.

## Géographie
La ville est localisée au centre de la péninsule d'Eyre, principalement entourée de fermes et de végétation. Elle est également localisée près du Hambridge Conservation Park au nord et du Hinck’s Conservation Park au sud, zones dans lesquelles l'écosystème reste quelque part conservé.

## Communauté
Lors du recensement de la population en 2006, les habitants se comptaient au nombre de 290. 95,2 % des habitants sont nés en Australie, en plus d'immigrés originaires de Nouvelle-Zélande, des États-Unis et d'Angleterre.